# Gare de Saint-Omer
Ne doit pas être confondue avec la gare de Saint-Omer-en-Chaussée.
La gare de Saint-Omer est une gare ferroviaire française des lignes de Lille aux Fontinettes et de Saint-Omer à Hesdigneul, située à proximité du centre-ville de Saint-Omer, sous-préfecture du département du Pas-de-Calais, en région Hauts-de-France.
Elle est mise en service en 1848 par la Compagnie des chemins de fer du Nord. L'actuel bâtiment voyageurs est inauguré en 1904.
C'est une gare de la Société nationale des chemins de fer français (SNCF), desservie par des trains régionaux du réseau TER Hauts-de-France.

## Situation ferroviaire
Établie à 8 mètres d'altitude, la gare de Saint-Omer est située au point kilométrique (PK) 66,407 de la ligne de Lille aux Fontinettes, entre les gares de Renescure et de Watten - Éperlecques.
Gare de bifurcation, elle est l'origine de la ligne de Saint-Omer à Hesdigneul, partiellement déclassée et utilisée pour le fret sur les sections subsistantes (mais aussi par le Chemin de fer touristique de la vallée de l'Aa, à partir d'Arques).

## Histoire

### Première gare
En 1837, lors des premiers projets de tracé de la voie ferrée qui va la desservir, Saint-Omer doit être la bifurcation des lignes reliant Lille à Calais et à Dunkerque, accompagnée d'une gare de triage. Toutefois, la municipalité s'y oppose, arguant que ce tracé, coupant le marais audomarois, va entraver les cultures maraîchères ; les exploitants de ces cultures craignent en outre des expropriations à bas prix pour implanter le triage. La gare de Saint-Omer est mise en service le 1er septembre 1848 par la Compagnie des chemins de fer du Nord, lorsqu'elle ouvre la ligne de Lille à Calais ; la bifurcation et le triage sont, quant à eux, installés à Hazebrouck (ce choix d'implantation était de surcroît défendu par les villes de Lille et Dunkerque). Par la suite, conscients de l'erreur que représente le refus de la création dans leur ville de l'importance bifurcation précitée, les notables audomarois obtiennent la construction des lignes de Saint-Omer à Boulogne (mise en service en 1874) et de Berguette à Saint-Omer (ouverte en 1878).
En 1880, divers travaux sont effectués : établissement d'une prise d'eau et d'une fosse à piquer le feu ; remplacement d'un pont tournant ; remplacement de deux plaques tournantes de 3,40 m par des plaques d'un diamètre de 4,20 m ; établissement d'un chauffoir ; installation d'une sonnerie électrique à l'aiguille de dédoublement de la voie unique vers Boulogne ; établissement de sonneries d'annonce sur la ligne de Berguette à Saint-Omer. En 1890, l'intervention d'Alexandre Ribot, ministre natif de Saint-Omer, permet une diminution de 50 % des tarifs (auparavant trop élevés) appliqués aux maraîchers audomarois par la Compagnie du Nord ; cela entraîne rapidement une forte hausse de la quantité d'expéditions de productions locales (en particulier les choux-fleurs, pour qui le train ouvre de nouveaux marchés), passant de 4 094 tonnes en 1889 à 11 240 tonnes en 1898 (ce qui représente 3 600 wagons).

### Deuxième gare

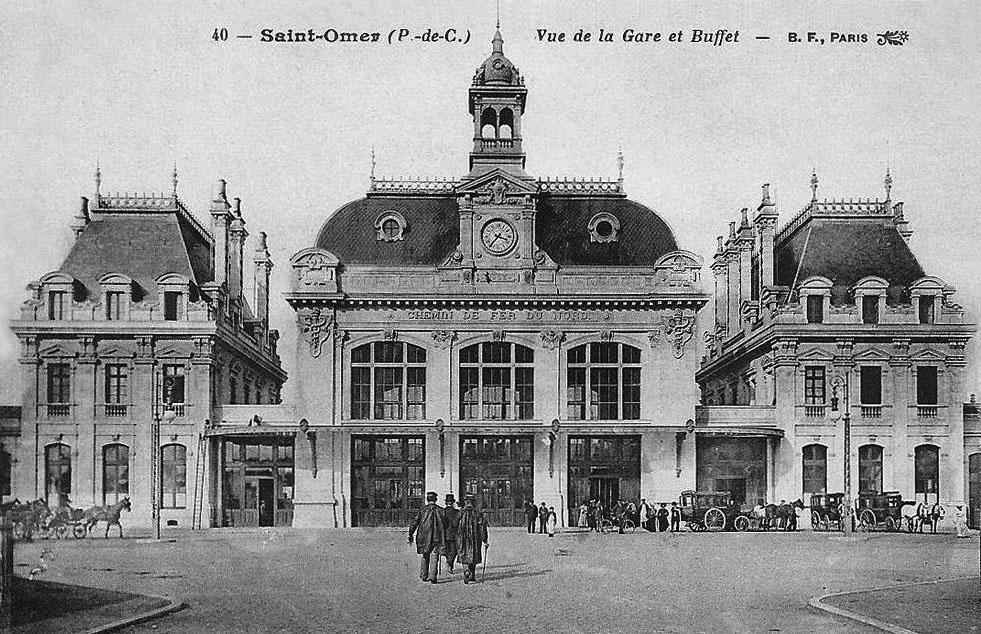
Façade du bâtiment voyageurs, au début du XXe siècle.

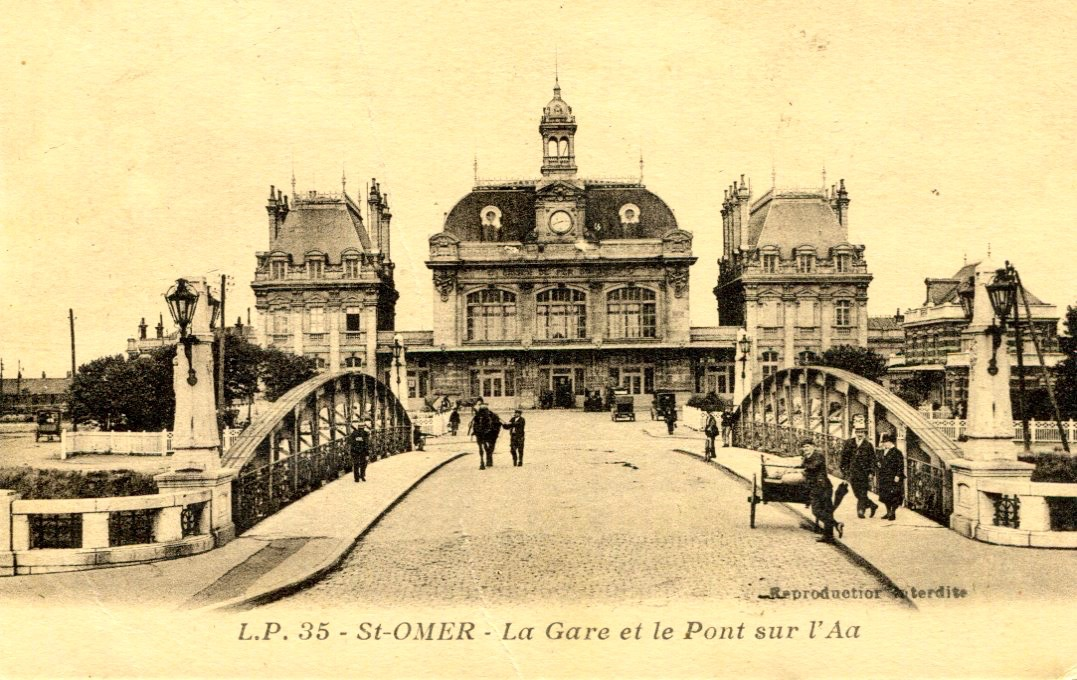
La gare, après le pont sur l'Aa, vue vers 1920.

En 1897, François Ringot (maire de Saint-Omer), Alexandre Ribot (alors député) et Gaston Griolet (vice-président de la Compagnie des chemins de fer du Nord) formulent le vœu d'une nouvelle gare. En effet, avec l'intensification du trafic ferroviaire (tant pour les voyageurs que pour les marchandises), les installations initiales sont devenues trop peu spacieuses,,. Un remaniement, marqué par la construction d'un nouveau bâtiment voyageurs (situé à une centaine de mètres de l'emplacement du bâtiment originel), est déclaré d'utilité publique en 1900 ; le coût des travaux est de 2 162 000 francs. Ce bâtiment, dessiné par l'architecte Clément Ligny (dont les autres réalisations comprennent la gare de Valenciennes), est édifié en 1903, puis ouvert le 3 juin 1904 et inauguré le 12 juin suivant (par le ministre Gaston Doumergue),.
Ledit bâtiment, qui peut paraître disproportionné par rapport à l'importance de Saint-Omer — il s'agit en fait d'une compensation de la Compagnie du Nord, à la suite de l'abandon du projet de nœud ferroviaire qui se trouve désormais à Hazebrouck —, s'appuie sur des fondations stabilisées par des pieux en chêne (en raison du terrain marécageux) venant de la forêt de Clairmarais. Inspiré de l'architecture classique des palais et des châteaux du XVIIe siècle (d'ailleurs, le bâtiment est parfois considéré comme une « cathédrale ferroviaire » ou encore la « cathédrale des marais »), il est constitué de pierres blanches de Creil et de pierres bleues de Soignies,, et dispose de cheminées monumentales (évoquant celles des maisons de la ville), mais également de marquises (une côté ville et une autre côté quai). Le corps central, composé d'un vaste volume, possède trois grandes travées munies de baies vitrées, tandis que ses angles sont ornés par deux caducées du dieu Mercure (protecteur du commerce et des voyageurs), ; il est surmonté d'une toiture en partie arrondie, avec deux oculi encadrant le fronton (ce dernier porte une horloge surmontée des armes de Saint-Omer).
Pendant la Première Guerre mondiale, la gare est stratégique pour la logistique militaire britannique, permettant l'acheminement des hommes et du matériel ; deux trains prêt à transporter chacun 900 soldats y stationnent en permanence, en cas de besoin. Ensuite, endommagée par les bombardements alliés durant le second conflit mondial, la partie centrale du bâtiment voyageurs est remise en état en 1948 ; toutefois, le clocheton (présent lors de son édification) n'est jamais rétabli par la suite,. Ce bâtiment fait l'objet d'une inscription au titre des monuments historiques, depuis le 28 décembre 1984. Au début des années 1990, un nouveau poste d'aiguillage est mis en service, puis la section Hazebrouck – Calais est électrifiée en tant qu'itinéraire de secours pour accéder au tunnel sous la Manche.
En avril 2012, l'aller-retour quotidien avec Paris en TGV, qui existait depuis le 23 janvier 1994 (soit le lendemain du baptême d'une rame en gare), est supprimé. En effet, le conventionnement de cette liaison déficitaire n'a pas été renouvelé après sa dernière échéance, puisque le conseil régional du Nord-Pas-de-Calais, la communauté d'agglomération de Saint-Omer et la chambre de commerce et d'industrie n'ont pas souhaité continuer à payer 80 000 euros par an, car seule une vingtaine de voyageurs quotidiens (en moyenne) montent dans ce train à Saint-Omer.
Le bâtiment voyageurs est fermé à partir du 10 mars 2011 par mesure de sécurité, du fait d'un risque d'effondrement du plafond de la salle des pas perdus ; le service de vente de billets est ainsi réinstallé dans un préfabriqué à proximité,. En 2016, ledit bâtiment est racheté, pour un montant de 200 000 €, par la communauté d'agglomération ; l'objectif est de le réhabiliter, afin d'y créer un tiers-lieu (à vocation numérique) et d'y réintroduire le service de vente de la SNCF. Les travaux commencent en janvier 2017, par la démolition des espaces intérieurs tels que les anciens guichets ; cette opération est accompagnée d'un désamiantage. Après ce chantier, le bâtiment rouvre le 15 novembre 2019, suivi d'un week-end inaugural s'achevant trois jours plus tard (en présence de la ministre Jacqueline Gourault). Nonobstant, le pavillon modulaire de 150 m2 (présent sur le parvis), qui préfigurait « La Station », est par la suite réaffecté à plusieurs reprises ; son retrait ne devrait pas intervenir avant 2026.
Par ailleurs, des travaux d'amélioration de l'accessibilité pour les personnes à mobilité réduite se sont terminés en 2023. D'un coût de 5,73 millions d'euros, ils comprennent notamment le rehaussement des quais (avec l'installation de surfaces podotactiles) et la mise en place d'ascenseurs.

## Fréquentation
Selon les estimations de la SNCF, la fréquentation annuelle de la gare est de 942 826 voyageurs en 2023. Ce nombre est de 886 185 en 2022, 712 895 en 2021, 622 485 en 2020, 938 516 en 2019, 865 702 en 2018, 913 715 en 2017, 848 920 en 2016 et 891 754 en 2015.

## Service des voyageurs

### Accueil
Gare de la SNCF, elle dispose d'un bâtiment voyageurs (avec guichet) ouvert tous les jours ; elle est également équipée d'automates pour l'achat des titres de transport. Ce bâtiment (géré par une association), principalement occupé par des espaces fab lab et d'autres de coworking, est appelé « La Station ».
La gare a des aménagements, des équipements et des services pour les personnes à mobilité réduite. Un souterrain, équipé d'ascenseurs, permet la traversée des voies et le passage d'un quai à l'autre.

### Desserte
La gare est desservie par des trains du réseau TER Hauts-de-France, qui effectuent les liaisons suivantes :
- Lille-Flandres – Hazebrouck – Saint-Omer / Calais-Ville (K71) ;
- Arras – Hazebrouck – Saint-Omer – Calais-Ville (P54) ;
- Hazebrouck – Saint-Omer – Calais-Ville (P71).

Par ailleurs, le diocèse d'Arras affrète une rame TGV à l'occasion du pèlerinage à Lourdes.

### Intermodalité
Un parc à vélos et un parking sont aménagés aux abords de la gare.
Elle est desservie par l'ensemble des lignes du réseau urbain Mouvéo.
Cette gare est également desservie par les lignes 904, 904E et 923 du réseau interurbain Arc-en-Ciel 1, et par les lignes 421 et 422 du réseau interurbain Oscar.

## Service des marchandises
La gare dispose de voies de service. Par le biais de ce faisceau de voies, elle est ouverte au service du fret (uniquement par train massif).